# Cherie Blair
Cherie Blair, nota in ambito professionale come Cherie Booth KC (Bury, 23 settembre 1954), è un'avvocatessa britannica specializzata in diritti umani, moglie dell'ex Primo ministro del Regno Unito Tony Blair.

## Biografia
È figlia dell'attore televisivo Anthony Booth, che nel 1968 recitò accanto a Monica Vitti nel film di Mario Monicelli La ragazza con la pistola.
Ha sposato Tony Blair nel 1980.
Il suo studio legale (Matrix Law) è stato ingaggiato dal governo albanese a difesa del criminale di guerra albanese Ramush Haradinaj nel processo contro di lui presso il tribunale dell'Aja.
La parcella di Matrix Law ammonta a 7 milioni di euro.
Il 29 novembre 2012 Haradinaj è stato dichiarato "non colpevole" (di crimini di guerra contro i Serbi) dal tribunale dell'Aja.